# Fotbal na Letních olympijských hrách 1976
Fotbalový turnaj na Letních olympijských hrách 1976 byl 14. oficiální fotbalový turnaj na olympijských hrách. Vítězem se stala Německá demokratická republika. Turnaj byl poznamenán bojkotem ze strany afrických týmů. Ty se nezúčastnily na protest proti tomu, že Novozélandská ragbyová reprezentace souhlasila se zápasem proti JAR, která byla dlouhodobě z her vyloučena kvůli apartheidu.

## Kvalifikace
Hlavní článek: Kvalifikace na fotbalový turnaj na Letních olympijských hrách 1976
| - Afrika (CAF) - Nigérie - Ghana - Zambie - Asie (AFC) - Írán - Izrael - Severní Korea - Severní, Střední Amerika a Karibik (CONCACAF) - Kuba - Guatemala - Mexiko - Jižní Amerika (CONMEBOL) - Brazílie |  | - Evropa (UEFA) - Polsko (obhájce titulu) - NDR - Francie - Španělsko - Sovětský svaz - Hostitel - Kanada |

## Základní skupiny

### Skupina A
| Tým       | Z | V | R | P | VG | IG | +/- | B |
| --------- | - | - | - | - | -- | -- | --- | - |
| Brazílie  | 2 | 1 | 1 | 0 | 2  | 1  | +1  | 3 |
| NDR       | 2 | 1 | 1 | 0 | 1  | 0  | +1  | 3 |
| Španělsko | 2 | 0 | 0 | 2 | 1  | 3  | -2  | 0 |
| Nigérie   | 0 | 0 | 0 | 0 | 0  | 0  | 0   | 0 |

- Nigérie se vzdala účasti.

| 18. července 1976 12:00 |        |     |                                                                        |
| Brazílie                | 0 : 0  | NDR | Varsity Stadium, Toronto diváci: 21 643 rozhodčí: John Wright Paterson |
|                         | Report |     | Varsity Stadium, Toronto diváci: 21 643 rozhodčí: John Wright Paterson |

| 20. července 1976 12:00            |        |              |                                                                     |
| Brazílie                           | 2 : 1  | Španělsko    | Olympijský stadion, Montreal diváci: 30 693 rozhodčí: Paul Schiller |
| Rosemiro 7' Chico Fraga 47' (pen.) | Report | Idígoras 14' | Olympijský stadion, Montreal diváci: 30 693 rozhodčí: Paul Schiller |

| 22. července 1976 12:00 |        |           |                                                                        |
| NDR                     | 1 : 0  | Španělsko | Olympijský stadion, Montreal diváci: 26 204 rozhodčí: Werner Winsemann |
| Dörner 46'              | Report |           | Olympijský stadion, Montreal diváci: 26 204 rozhodčí: Werner Winsemann |

### Skupina B
| Tým       | Z | V | R | P | VG | IG | +/- | B |
| --------- | - | - | - | - | -- | -- | --- | - |
| Francie   | 3 | 2 | 1 | 0 | 9  | 3  | +6  | 5 |
| Izrael    | 3 | 0 | 3 | 0 | 3  | 3  | 0   | 3 |
| Mexiko    | 3 | 0 | 2 | 1 | 4  | 7  | -3  | 2 |
| Guatemala | 3 | 0 | 2 | 1 | 2  | 5  | -3  | 2 |

| 19. července 1976 12:00 |        |           |                                                                  |
| Izrael                  | 0 : 0  | Guatemala | Varsity Stadium, Toronto diváci: 9 500 rozhodčí: Vladimir Rudnev |
|                         | Report |           | Varsity Stadium, Toronto diváci: 9 500 rozhodčí: Vladimir Rudnev |

| 19. července 1976 12:00                         |        |             |                                                                         |
| Francie                                         | 4 : 1  | Mexiko      | Lansdowne Park, Ottawa diváci: 14 286 rozhodčí: Angel Norberto Coerezza |
| Schaer 14' Baronchelli 33' Rubio 78' Amisse 90' | Report | Sánchez 81' | Lansdowne Park, Ottawa diváci: 14 286 rozhodčí: Angel Norberto Coerezza |

| 21. července 1976 12:00               |        |           |                                                                    |
| Francie                               | 4 : 1  | Guatemala | Municipal Stadium, Sherbrooke diváci: 3 163 rozhodčí: Jafar Namdar |
| Platini 7', 86' Amisse 41' Schaer 82' | Report | Fion 58'  | Municipal Stadium, Sherbrooke diváci: 3 163 rozhodčí: Jafar Namdar |

| 21. července 1976 12:00 |        |                        |                                                                          |
| Mexiko                  | 2 : 2  | Izrael                 | Olympijský stadion, Montreal diváci: 28 124 rozhodčí: Alberto Michelotti |
| Rangel 19', 44'         | Report | Oz 51' Shum 55' (pen.) | Olympijský stadion, Montreal diváci: 28 124 rozhodčí: Alberto Michelotti |

| 23. července 1976 12:00 |        |                  |                                                                     |
| Mexiko                  | 1 : 1  | Guatemala        | Municipal Stadium, Sherbrooke diváci: 4 118 rozhodčí: Marian Kuston |
| Rangel 36'              | Report | Rergis 18' (vl.) | Municipal Stadium, Sherbrooke diváci: 4 118 rozhodčí: Marian Kuston |

| 23. července 1976 12:00 |        |            |                                                                          |
| Francie                 | 1 : 1  | Izrael     | Olympijský stadion, Montreal diváci: 33 639 rozhodčí: Ramón Ruiz Barreto |
| Platini 80' (pen.)      | Report | Peretz 75' | Olympijský stadion, Montreal diváci: 33 639 rozhodčí: Ramón Ruiz Barreto |

### Skupina C
| Tým    | Z | V | R | P | VG | IG | +/- | B |
| ------ | - | - | - | - | -- | -- | --- | - |
| Polsko | 2 | 1 | 1 | 0 | 3  | 2  | +1  | 3 |
| Írán   | 2 | 1 | 0 | 1 | 3  | 3  | 0   | 2 |
| Kuba   | 2 | 0 | 1 | 1 | 0  | 1  | -1  | 1 |
| Ghana  | 0 | 0 | 0 | 0 | 0  | 0  | 0   | 0 |

- Ghana se vzdala účasti.

| 18. července 1976 12:00 |        |      |                                                               |
| Polsko                  | 0 : 0  | Kuba | Lansdowne Park, Ottawa diváci: 22 242 rozhodčí: Abraham Klein |
|                         | Report |      | Lansdowne Park, Ottawa diváci: 22 242 rozhodčí: Abraham Klein |

| 20. července 1976 12:00 |        |      |                                                              |
| Írán                    | 1 : 0  | Kuba | Lansdowne Park, Ottawa diváci: 11 324 rozhodčí: Adolf Prokop |
| Mazloumi 28'            | Report |      | Lansdowne Park, Ottawa diváci: 11 324 rozhodčí: Adolf Prokop |

| 22. července 1976 12:00     |        |                       |                                                                            |
| Polsko                      | 3 : 2  | Írán                  | Olympijský stadion, Montreal diváci: 27 698 rozhodčí: Arnaldo Cézar Coelho |
| Szarmach 48', 75' Deyna 51' | Report | Parvin 6' Rowshan 79' | Olympijský stadion, Montreal diváci: 27 698 rozhodčí: Arnaldo Cézar Coelho |

### Skupina D
| Tým           | Z | V | R | P | VG | IG | +/- | B |
| ------------- | - | - | - | - | -- | -- | --- | - |
| Sovětský svaz | 2 | 2 | 0 | 0 | 5  | 1  | +4  | 4 |
| Severní Korea | 2 | 1 | 0 | 1 | 3  | 4  | -1  | 2 |
| Kanada        | 2 | 0 | 0 | 2 | 2  | 5  | -3  | 0 |
| Zambie        | 0 | 0 | 0 | 0 | 0  | 0  | 0   | 0 |

- Zambie se vzdala účasti.

| 19. července 1976 12:00 |        |                   |                                                                     |
| Kanada                  | 1 : 2  | Sovětský svaz     | Olympijský stadion, Montreal diváci: 24 591 rozhodčí: Robert Helies |
| Douglas 88'             | Report | Oniščenko 8', 11' | Olympijský stadion, Montreal diváci: 24 591 rozhodčí: Robert Helies |

| 21. července 1976 12:00             |        |             |                                                                          |
| Severní Korea                       | 3 : 1  | Kanada      | Varsity Stadium, Toronto diváci: 12 638 rozhodčí: Marco Antonio Dorantes |
| An Se-Uk 18' Hong Song-Nam 66', 80' | Report | Douglas 51' | Varsity Stadium, Toronto diváci: 12 638 rozhodčí: Marco Antonio Dorantes |

| 23. července 1976 12:00                      |        |               |                                                                      |
| Sovětský svaz                                | 3 : 0  | Severní Korea | Lansdowne Park, Ottawa diváci: 15 233 rozhodčí: Emilio Guruceta-Muro |
| Kolotov 16' (pen.) Veremejev 81' Blochin 89' | Report |               | Lansdowne Park, Ottawa diváci: 15 233 rozhodčí: Emilio Guruceta-Muro |

## Play off

### Čtvrtfinále
| 25. července 1976 12:00                             |        |         |                                                                    |
| NDR                                                 | 4 : 0  | Francie | Lansdowne Park, Ottawa diváci: 20 083 rozhodčí: Alberto Michelotti |
| Löwe 27' Dörner 60' (pen.), 68' (pen.) Riediger 77' | Report |         | Lansdowne Park, Ottawa diváci: 20 083 rozhodčí: Alberto Michelotti |

| 25. července 1976 12:00    |        |                       |                                                                           |
| Sovětský svaz              | 2 : 1  | Írán                  | Municipal Stadium, Sherbrooke diváci: 5 855 rozhodčí: Guillermo Velasquez |
| Minajev 40' Zvjahincev 67' | Report | Geličchani 82' (pen.) | Municipal Stadium, Sherbrooke diváci: 5 855 rozhodčí: Guillermo Velasquez |

| 25. července 1976 12:00                 |        |            |                                                                  |
| Brazílie                                | 4 : 1  | Izrael     | Varsity Stadium, Toronto diváci: 18 601 rozhodčí: Károly Palotai |
| Jarbas 56', 74' Erivelto 72' Júnior 88' | Report | Peretz 80' | Varsity Stadium, Toronto diváci: 18 601 rozhodčí: Károly Palotai |

| 26. července 1976 12:00                         |        |               |                                                                     |
| Polsko                                          | 5 : 0  | Severní Korea | Olympijský stadion, Montreal diváci: 44 332 rozhodčí: Paul Schiller |
| Szarmach 13', 49' Lato 59', 79' Szymanowski 64' | Report |               | Olympijský stadion, Montreal diváci: 44 332 rozhodčí: Paul Schiller |

### Semifinále
| 27. července 1976 12:00 |        |                                  |                                                                              |
| Sovětský svaz           | 1 : 2  | NDR                              | Olympijský stadion, Montreal diváci: 57 182 rozhodčí: Marco Antonio Dorantes |
| Kolotov 84' (pen.)      | Report | Dörner 59' (pen.) Kurbjuweit 66' | Olympijský stadion, Montreal diváci: 57 182 rozhodčí: Marco Antonio Dorantes |

| 27. července 1976 12:00 |        |          |                                                                        |
| Polsko                  | 2 : 0  | Brazílie | Varsity Stadium, Toronto diváci: 21 743 rozhodčí: John Wright Paterson |
| Szarmach 51' 82'        | Report |          | Varsity Stadium, Toronto diváci: 21 743 rozhodčí: John Wright Paterson |

### O 3. místo
| 29. července 1976          |        |          |                                                                     |
| Sovětský svaz              | 2 : 0  | Brazílie | Olympijský stadion, Montreal diváci: 55 647 rozhodčí: Abraham Klein |
| Oniščenko 5' Nazarenko 49' | Report |          | Olympijský stadion, Montreal diváci: 55 647 rozhodčí: Abraham Klein |

### Finále
| 31. července 1976                 |        |          |                                                                          |
| NDR                               | 3 : 1  | Polsko   | Olympijský stadion, Montreal diváci: 71 617 rozhodčí: Ramón Ruiz Barreto |
| Schade 7' Hoffmann 14' Häfner 84' | Report | Lato 59' | Olympijský stadion, Montreal diváci: 71 617 rozhodčí: Ramón Ruiz Barreto |

## Medailisté
| Zlato   | NDR           |
| Stříbro | Polsko        |
| Bronz   | Sovětský svaz |